# 2-й округ департамента Эна
2-й избирательный округ департамента Эна включает семь кантонов округа Сен-Кантен: Верман, Ле-Катле, Мои-де-л’Эн, Сен-Кантен-Север, Сен-Кантен-Центр, Сен-Кантен-Юг и Сен-Симон. Общая численность населения по данным Национального института статистики за 2011 г. — 108 900 чел. Общая численность избирателей, включенных в списки для голосования в 2012 г. — 73 254 чел.
Действующим депутатом Национального собрания по 2-му округу является Жюльен Див (Республиканцы).
|  | Начало срока      | Конец срока       | Депутат                      | Партия                        |
|  | ----------------- | ----------------- | ---------------------------- | ----------------------------- |
|  | 21 марта 2016 г.  | н/вр              | Жюльен Див                   | Республиканцы                 |
|  | 18 июня 2012 г.   | 13 января 2016 г. | Ксавье Бертран               | Союз за народное движение     |
|  | 20 июня 2007 г.   | 17 июня 2012 г.   | Ксавье Бертран/Паскаль Грюни | Союз за народное движение     |
|  | 19 июня 2002 г.   | 19 июня 2007 г.   | Ксавье Бертран/Паскаль Грюни | Союз за народное движение     |
|  | 01 июня 1997 г.   | 18 июня 2002 г.   | Одетт Гржегржулка            | Социалистическая партия       |
|  | 02 апреля 1993 г. | 21 апреля 1997 г. | Шарль Бор                    | Социал-демократическая партия |
|  | 23 июня 1988 г.   | 01 апреля 1993 г. | Даниель Ле Мёр               | Коммунистическая партия       |

## Результаты выборов
Выборы депутатов Национального собрания 2012 г.:
|                | Кандидат       | Партия                    | Первый тур | Первый тур     | Второй тур | Второй тур |
| Кол-во голосов | Кандидат       | Партия                    | % голосов  | Кол-во голосов | % голосов  |            |
| -------------- | -------------- | ------------------------- | ---------- | -------------- | ---------- | ---------- |
|                | Ксавье Бертран | Союз за народное движение | 17 404     | 38,89          | 22 445     | 50,25      |
|                | Анн Феррейра   | Социалистическая партия   | 15 874     | 35,47          | 22 223     | 49,75      |
|                | Янник Лежюн    | Национальный фронт        | 7 289      | 16,29          |            |            |
|                | Ги Фонтен      | Левый фронт               | 2 123      | 4,74           |            |            |
|                | Поль Жиронд    | Демократическое движение  | 623        | 1,32           |            |            |
| Прочие         | Прочие         | Прочие                    |            | менее 1 %      |            |            |

Выборы депутатов Национального собрания 2007 г.:
|                | Кандидат          | Партия                            | Первый тур | Первый тур |
| Кол-во голосов | Кандидат          | Партия                            | % голосов  |            |
| -------------- | ----------------- | --------------------------------- | ---------- | ---------- |
|                | Ксавье Бертран    | Союз за народное движение         | 24 007     | 53,28      |
|                | Одетт Гржегржулка | Социалистическая партия           | 10 278     | 22,81      |
|                | Мишель Далл'ара   | Национальный фронт                | 2 382      | 5,29       |
|                | Жан-Люк Турне     | Коммунистическая партия           | 2 191      | 4,86       |
|                | Ахмед Баадду      | Союз за французскую демократию    | 1 298      | 2,88       |
|                | Фредди Гржежичак  | Прочие левые                      | 1 195      | 2,65       |
|                | Франк Муссе       | Крайне левые                      | 847        | 1,88       |
|                | Ален Бетам        | Охота, рыбалка, природа, традиции | 525        | 1,17       |
|                | Нора Ахмед-Али    | Партия зеленых                    | 470        | 1,04       |
|                | Анн Зандитенас    | Крайне левые                      | 461        | 1,02       |
| Прочие         | Прочие            | Прочие                            |            | менее 1 %  |